# Tatul

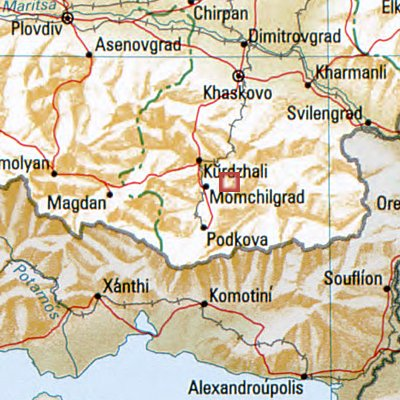
Tatul – Bulgarien – Nachbarorte: Kardschali, Momtschilgrad

Tatul (bulgarisch Татул) ist ein Dorf in Südbulgarien, in der Oblast Kardschali, in der Gemeinde Momtschilgrad. Tatul liegt 20 südöstlich von Kardschali und 15 Kilometer östlich von Momtschilgrad, in den Ausläufern der Ostrhodopen. Die Umgebung ist von nicht sehr dichtem Laubwald bewachsen. Die meisten Häuser des Dorfes sind aus gehauenen Steinquadern gebaut.
Das Dorf Tatul wird vom Bürgermeister des benachbarten Dorfes Rawen (370 Einwohner) verwaltet, das vier Kilometer weiter westlich liegt.

## Geschichte

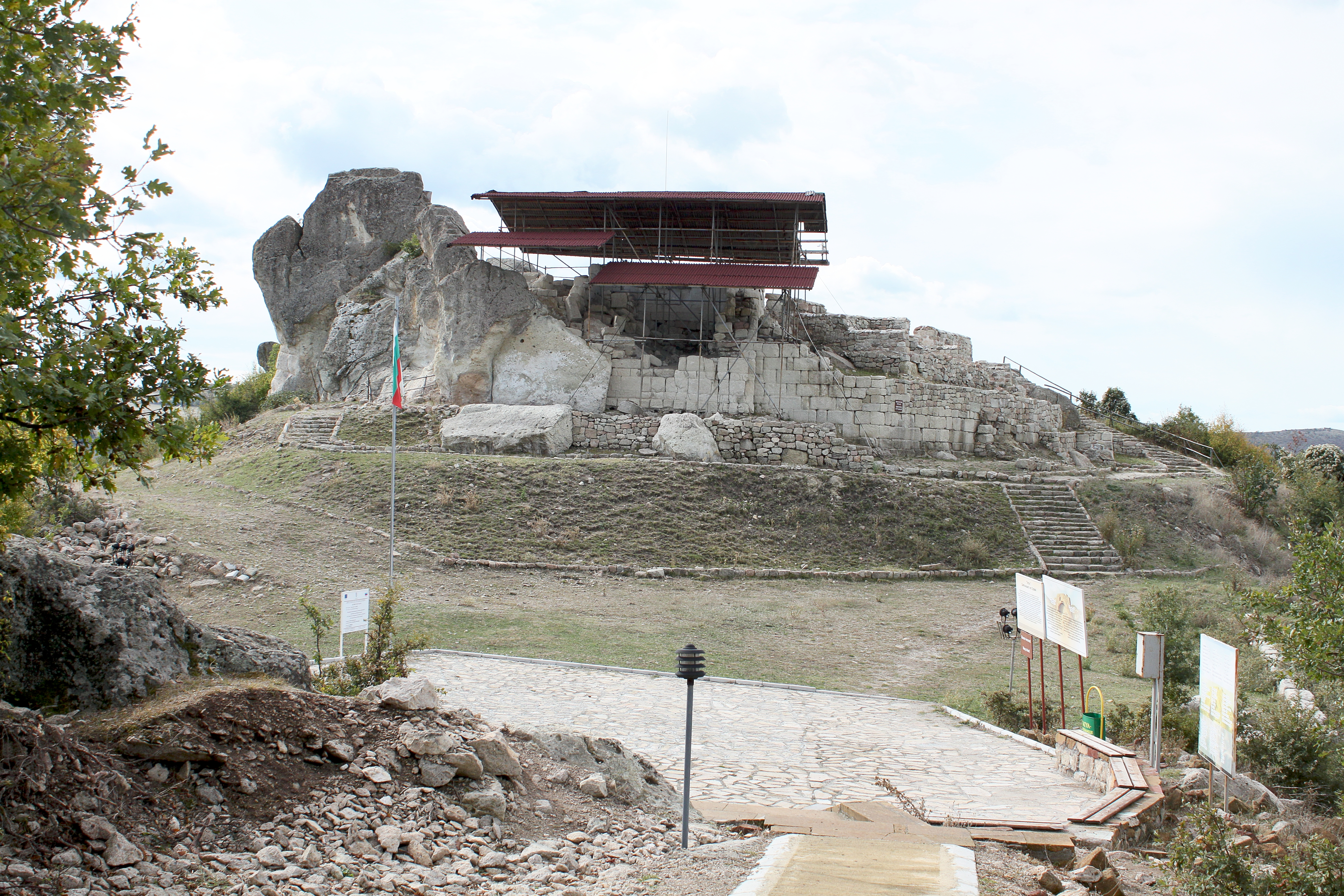
Das Orpheus-Heiligtum in der Nähe des Dorfes Tatul

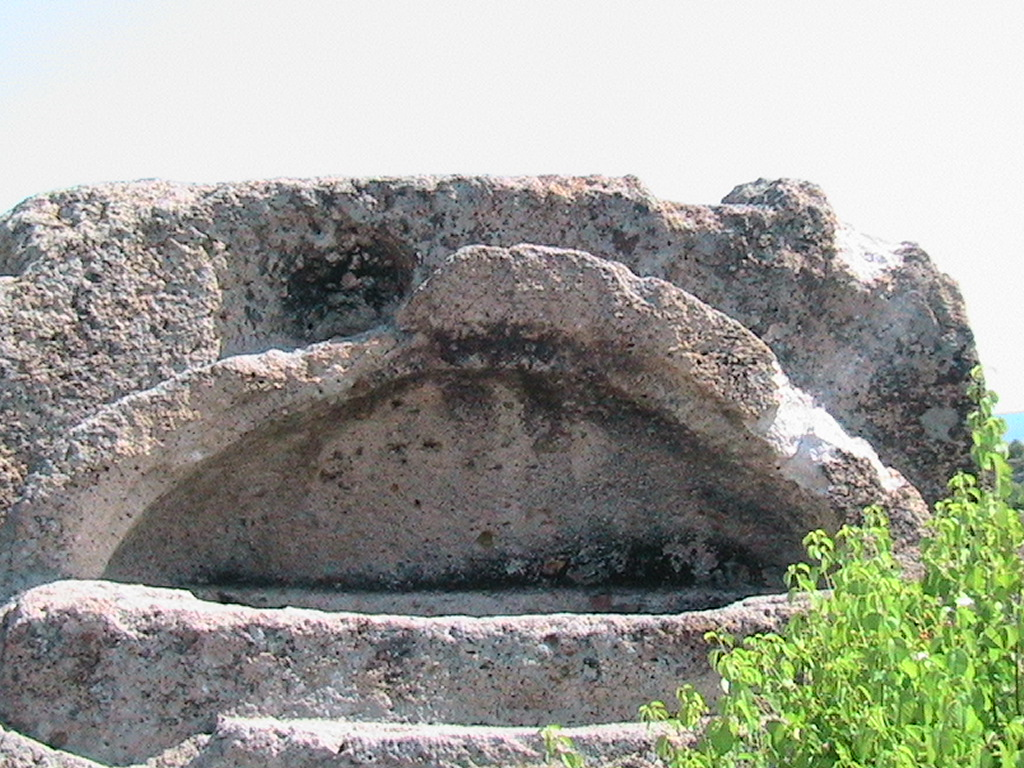
Der Steinsarkophag eines bedeutenden thrakischen Herrschers

Einen Kilometer vom Dorf entfernt befindet sich ein thrakisches Felsengrab, das für das vermeintliche Grab des thrakischen Sängers Orpheus gehalten wird. Allerdings ist nicht einmal zweifelsfrei geklärt, ob es sich bei Orpheus überhaupt um eine reale Person oder nur um eine mythische Figur handelt.
Das Orpheus-Heiligtum ist nur ein Teil des viel größeren Megalith-Komplexes bei Tatul mit kultischer Bedeutung. Nördlich des Heiligtums gibt es weitere Felsgräber und Felsnischen mit kultischer Bedeutung. Hier wurden heidnische und später christliche Kulthandlungen durchgeführt.
In der Umgebung wurden Steinplastiken und Gräber aus verschiedenen Epochen entdeckt sowie antike und mittelalterliche Inschriften.
Mit seiner Größe steht der Komplex bei Tatul in den Ostrhodopen an zweiter Stelle – nach dem Felsenheiligtum Perperikon, das etwa 40 Kilometer weiter nördlich liegt.
Der Ort ist seit 2008 Namensgeber für die Insel Tatul Island in der Antarktis.

## Grabungsgeschichte
Bulgarische Archäologen entdeckten im Jahr 2000 in unmittelbarer Nähe des Dorfes ein thrakisches Oberflächengrab und ein Heiligtum. Der Archäologe und Grabungsleiter Nikolaj Owtscharow identifizierte das Heiligtum als ein religiöses Zentrum, das für die ganze Region eine Bedeutung hatte. Durch neuere archäologische Funde wurde die erste Besiedlung auf 4000 v. Chr. datiert. Nach Meinung von Owtscharow war der Ort das Heiligtum und das Grab eines einflussreichen thrakischen Herrschers, der hier nach seinem Tod vergöttert wurde. Owtscharow sieht auch eine Verbindung zum Orpheuskult.
Im Gegensatz zu einem Begräbnis in einem Hügelgrab beschreiben antike Quellen extrem selten das oberirdische Begräbnisritual auf einem Berggipfel. Es werden nur zwei Führer beschrieben, die so bestattet wurden: Orpheus und der thrakische König Rhesos, der in der Ilias auf der Seite der Trojaner kämpft.
Die Archäologen haben ungefähr 30 Lehmaltare, die auf das 19. bis 18. Jahrhundert v. Chr. datiert wurden, freigelegt, ebenso ein Idol, das eine nackte männliche Figur aus der Eisenzeit darstellt. Diese Funde sind für die Archäologen ein Indiz, dass das Heiligtum in dieser Zeit ohne Unterbrechung genutzt wurde. In dem Felsengrab wurde 2004 eine Wurzel eines Weinstocks gefunden, deren Alter auf 3000 Jahre bestimmt wurde.
Zwischen dem 4. und dem 1. Jahrhundert v. Chr. wurde eine Steinmauer errichtet, die den Hügel umgab. Kurz danach wurde ein Tempel gebaut. So dehnte sich der religiöse Komplex allmählich aus und die religiösen Aktivitäten, die Verehrung des hier in Tatul begrabenen Herrschers, verlagerten sich in den Tempel.
Im 2. und 4. Jahrhundert n. Chr. wurden verschiedene weitere Gebäude errichtet. Die Christianisierung der Rhodopen im späten 4. und frühen 5. Jahrhundert, führte zur Umwandlung des Komplexes in die Besitzung eines lokalen Herrschers, der hier einen Verteidigungsturm errichten ließ. Zwei Erdbeben, im 12. und im 14. Jahrhundert, beschädigten den Komplex.

## Tourismus
Kurz nach Grabungsbeginn wurde auch mit der Konservierung der Fundstellen und der Entwicklung als touristisches Objekt begonnen. Die Infrastruktur wurde dazu erneuert.